# Red Stripe

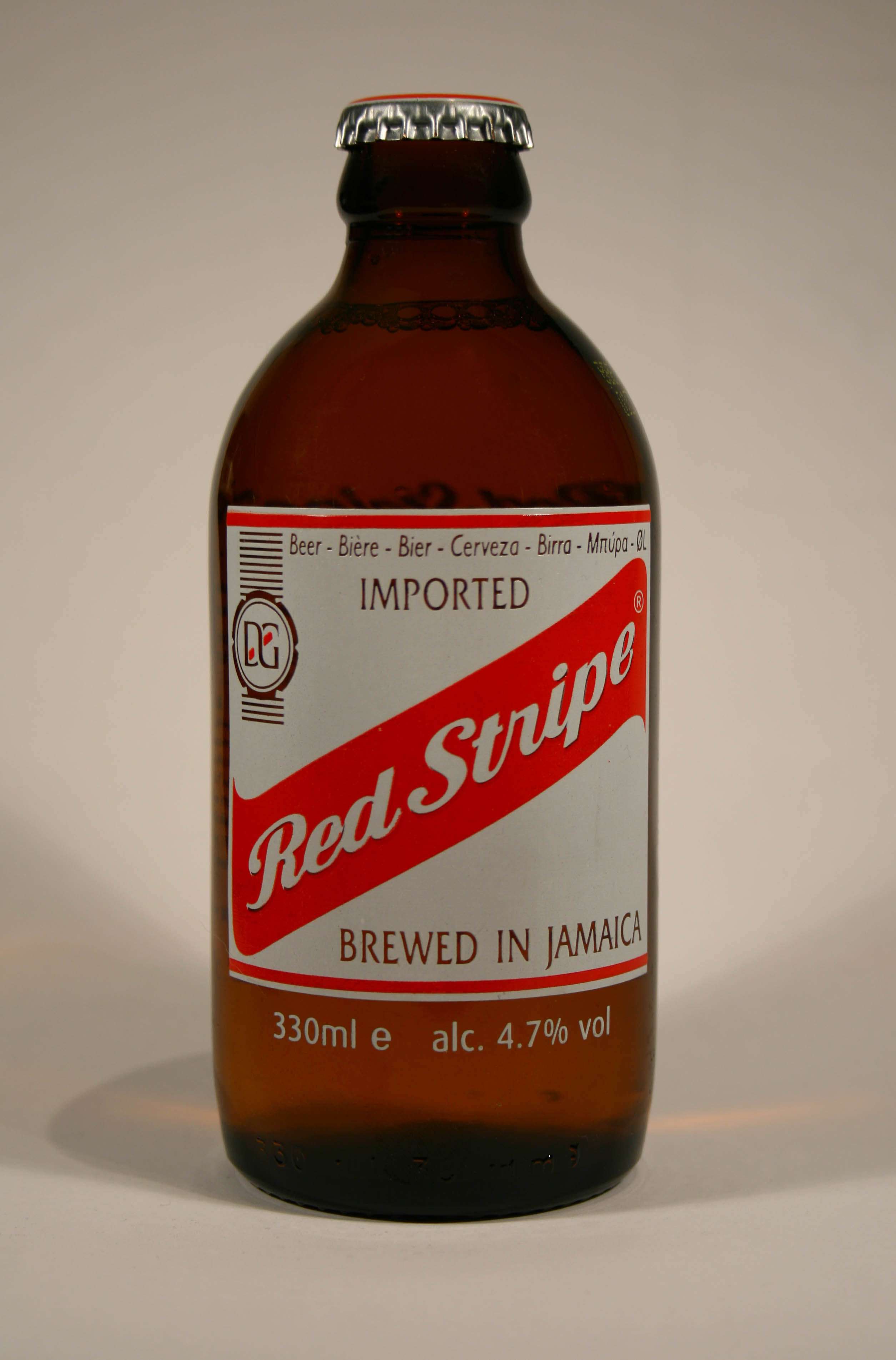
Red Stripes karakteristiska flaska

Red Stripe är ett jamaicanskt öl som produceras av bryggeriet Desnoes & Geddes, som grundades 1918 i Kingston, Jamaica. 
Till en början producerade företaget bara läskedrycker men 1927 började man brygga öl. Den första Red Stripe-versionen var en ale, men från 1928 är det en lager. Bryggeriet var familjeägt ända till 1993, då det övertogs av Guinness som idag är Diageo.
På senare tid[när?] har Desnoes & Geddes ingått ett samarbetsavtal med Heineken, som exporterar deras öl och i vissa fall också brygger den i Europa. På så sätt har Desnoes & Geddes blivit ett av de fåtal karibiska bryggerier som nått berömmelse över hela världen.  